# Bracon subrugosus
Bracon subrugosus är en stekelart som beskrevs av Szepligeti 1901. Bracon subrugosus ingår i släktet Bracon och familjen bracksteklar. Inga underarter finns listade.